# Agência para Assuntos Culturais

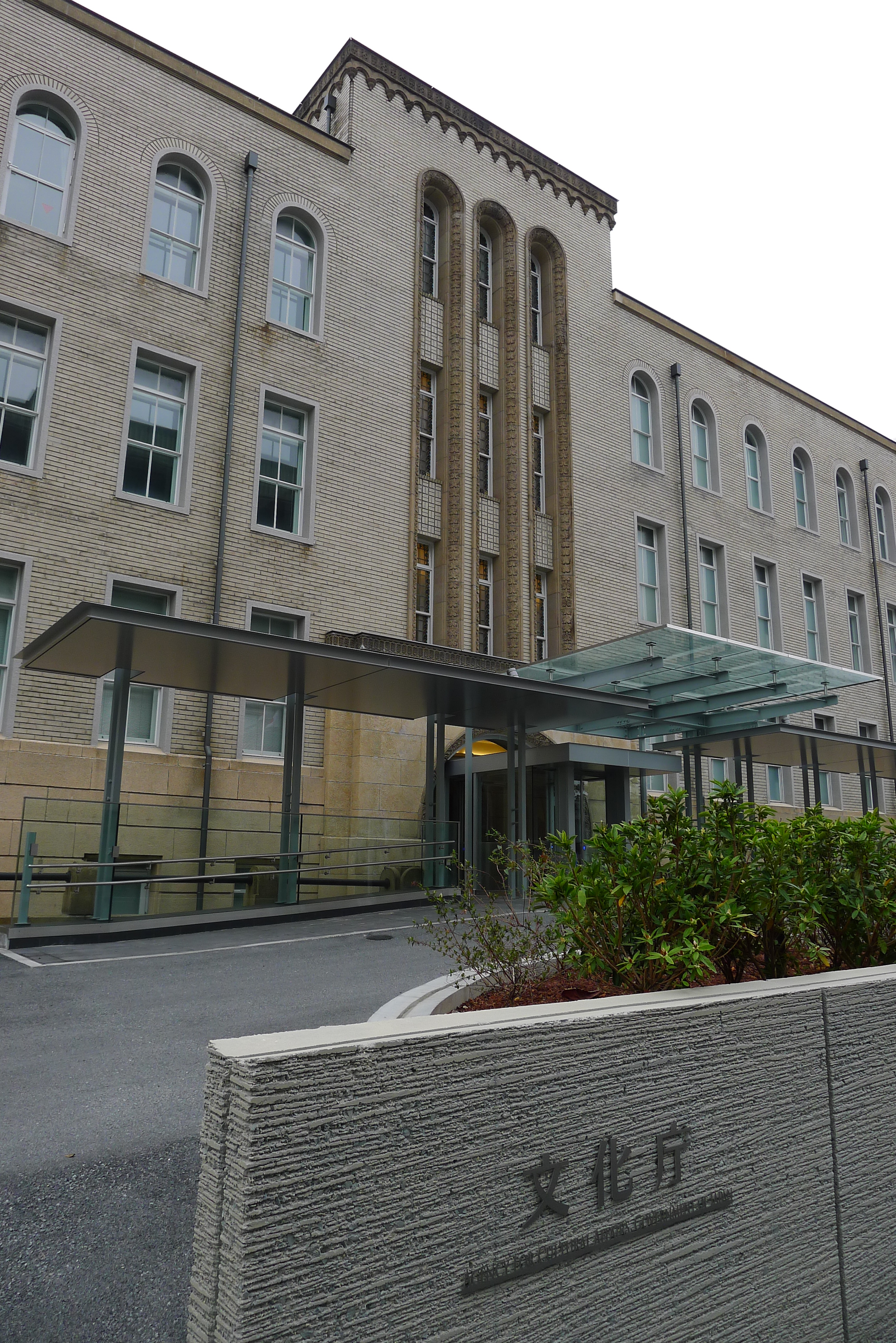
Edifício da Agência para Assuntos Culturais transferido para Kyoto (antiga Sede da Polícia da Prefeitura de Kyoto).

A Agência para Assuntos Culturais (japonês: 文化庁, Hepburn: Bunka-chō) é um órgão especial do Ministério da Educação, da Cultura, dos Esportes, da Ciência e da Tecnologia do Japão (MEXT). Foi criada em 1968 para promover a arte e a cultura japonesas.

## Organização
A agência contém as seguintes divisões:
- Divisão de Política - assuntos de pessoal, orçamento, sistema de premiação, divulgação, pesquisa
- Divisão de Planejamento e Coordenação - questões alimentares, promoção, museus, teatros, Instituições Administrativas Independentes
- Divisão de Economia Cultural e Assuntos Internacionais - estratégia econômica, cooperação internacional
- Divisão de Língua Japonesa - aprimoramento da língua japonesa, educação para estrangeiros
- Divisão de Copyright - direitos autorais, direitos de publicação, tratados
- Divisão de Utilização de Recursos Culturais - Patrimônio Cultural Mundial, Patrimônio Cultural Imaterial, Patrimônio do Japão
- Primeira Divisão de Propriedades Culturais - propriedades culturais tangíveis que não sejam edifícios, propriedades culturais intangíveis, técnicas de conservação
- Segunda Divisão de Propriedades Culturais - edifícios, monumentos, distritos de preservação
- Divisão de Assuntos Religiosos - certificação, orientação técnica e aconselhamento
- Divisão de Cultura e Criatividade - utilização de recursos culturais, apoio à criação cultural
- Divisão de Artes e Cultura - contato para organizações em Tóquio, padrões educacionais para as artes
- Divisão de Cultura Alimentar
- Divisão de Turismo Cultural